# Skate America de 2001
O Skate America de 2001 foi a vigésima edição do Skate America, um evento anual de patinação artística no gelo organizado pela United States Figure Skating Association, e que fez parte do Grand Prix de 2001–02. A competição foi disputada entre os dias 24 de outubro e 28 de outubro, na cidade de Colorado Springs, Colorado, Estados Unidos.

## Eventos
- Individual masculino
- Individual feminino
- Duplas
- Dança no gelo

## Medalhistas
| Evento                        | Ouro                                       | Prata                                       | Bronze                                           |
| Individual masculino detalhes | Timothy Goebel · Estados Unidos            | Takeshi Honda · Japão                       | Alexander Abt · Rússia                           |
| Individual feminino detalhes  | Michelle Kwan · Estados Unidos             | Sarah Hughes · Estados Unidos               | Viktoria Volchkova · Rússia                      |
| Duplas detalhes               | Jamie Salé · David Pelletier · Canadá      | Kyoko Ina · John Zimmerman · Estados Unidos | Tatiana Totmianina · Maxim Marinin · Rússia      |
| Dança no gelo detalhes        | Shae Lynne Bourne · Victor Kraatz · Canadá | Galit Chait · Sergei Sakhnovsky · Israel    | Margarita Drobiazko · Povilas Vanagas · Lituânia |

## Resultados

### Individual masculino
| Pos.              | Nome             | Nacionalidade  | Pontos | PC | PL |
| ----------------- | ---------------- | -------------- | ------ | -- | -- |
| Medalha de ouro   | Timothy Goebel   | Estados Unidos | 1.5    | 1  | 1  |
| Medalha de prata  | Takeshi Honda    | Japão          | 3.5    | 3  | 2  |
| Medalha de bronze | Alexander Abt    | Rússia         | 4.0    | 2  | 3  |
| 4                 | Michael Weiss    | Estados Unidos | 7.5    | 7  | 4  |
| 5                 | Ilia Klimkin     | Rússia         | 7.5    | 5  | 5  |
| 6                 | Matt Savoie      | Estados Unidos | 9.0    | 4  | 7  |
| 7                 | Li Chengjiang    | China          | 10.0   | 8  | 6  |
| 8                 | Ben Ferreira     | Canadá         | 11.0   | 6  | 8  |
| 9                 | Brian Joubert    | França         | 14.0   | 10 | 9  |
| 10                | Silvio Smalun    | Alemanha       | 15.5   | 9  | 11 |
| 11                | Fedor Andreev    | Canadá         | 16.0   | 12 | 10 |
| 12                | Kensuke Nakaniwa | Japão          | 17.5   | 11 | 12 |

### Individual feminino
| Pos.              | Nome                 | Nacionalidade  | Pontos | PC | PL |
| ----------------- | -------------------- | -------------- | ------ | -- | -- |
| Medalha de ouro   | Michelle Kwan        | Estados Unidos | 1.5    | 1  | 1  |
| Medalha de prata  | Sarah Hughes         | Estados Unidos | 3.0    | 2  | 2  |
| Medalha de bronze | Viktoria Volchkova   | Rússia         | 4.5    | 3  | 3  |
| 4                 | Shizuka Arakawa      | Japão          | 7.0    | 6  | 4  |
| 5                 | Sasha Cohen          | Estados Unidos | 7.0    | 4  | 5  |
| 6                 | Júlia Sebestyén      | Hungria        | 8.5    | 5  | 6  |
| 7                 | Jennifer Robinson    | Canadá         | 10.5   | 7  | 7  |
| 8                 | Mikkeline Kierkgaard | Dinamarca      | 13.0   | 8  | 9  |
| 9                 | Utako Wakamatsu      | Japão          | 13.5   | 11 | 8  |
| 10                | Elena Sokolova       | Rússia         | 14.5   | 9  | 10 |
| 11                | Vanessa Giunchi      | Itália         | 16.0   | 10 | 11 |

### Duplas
| Pos.              | Nome                                      | Nacionalidade  | Pontos | PC | PL |
| ----------------- | ----------------------------------------- | -------------- | ------ | -- | -- |
| Medalha de ouro   | Jamie Salé / David Pelletier              | Canadá         | 1.5    | 1  | 1  |
| Medalha de prata  | Kyoko Ina / John Zimmerman                | Estados Unidos | 3.0    | 2  | 2  |
| Medalha de bronze | Tatiana Totmianina / Maxim Marinin        | Rússia         | 4.5    | 3  | 3  |
| 4                 | Julia Obertas / Alexei Sokolov            | Rússia         | 6.5    | 5  | 4  |
| 5                 | Danielle Hartsell / Steve Hartsell        | Estados Unidos | 8.0    | 6  | 5  |
| 6                 | Yuko Kawaguchi / Alexander Markuntsov     | Japão          | 10.0   | 8  | 6  |
| 7                 | Valerie Saurette / Jean Sebastien Fecteau | Canadá         | 10.0   | 4  | 8  |
| 8                 | Laura Handy / Jonathon Hunt               | Estados Unidos | 10.5   | 7  | 7  |
| 9                 | Natalya Ponomareva / Evgeniy Sviridov     | Uzbequistão    | 13.5   | 9  | 9  |

### Dança no gelo
| Pos.              | Nome                                  | Nacionalidade  | Pontos | DC | DO | DL |
| ----------------- | ------------------------------------- | -------------- | ------ | -- | -- | -- |
| Medalha de ouro   | Shae Lynne Bourne / Victor Kraatz     | Canadá         | 2.0    | 1  | 1  | 1  |
| Medalha de prata  | Galit Chait / Sergei Sakhnovsky       | Israel         | 5.0    | 3  | 3  | 2  |
| Medalha de bronze | Margarita Drobiazko / Povilas Vanagas | Lituânia       | 5.0    | 2  | 2  | 3  |
| 4                 | Tatiana Navka / Roman Kostomarov      | Rússia         | 8.0    | 4  | 4  | 4  |
| 5                 | Tanith Belbin / Benjamin Agosto       | Estados Unidos | 10.0   | 5  | 5  | 5  |
| 6                 | Megan Wing / Aaron Lowe               | Canadá         | 12.4   | 7  | 6  | 6  |
| 7                 | Magali Sauri / Michael Stifunin       | França         | 13.6   | 6  | 7  | 7  |
| 8                 | Jessica Joseph / Brandon Forsyth      | Estados Unidos | 16.0   | 8  | 8  | 8  |
| 9                 | Jill Vernekohl / Dmitri Kurakin       | Alemanha       | 18.0   | 9  | 9  | 9  |
| 10                | Nakako Tsuzuki / Rinat Farkhoutdinov  | Japão          | 20.0   | 10 | 10 | 10 |

## Quadro de medalhas
| Ordem | País           | Medalha de ouro | Medalha de prata | Medalha de bronze |    | Ordem por total |
| ----- | -------------- | --------------- | ---------------- | ----------------- | -- | --------------- |
| 1     | Estados Unidos | 2               | 2                |                   | 4  | 1               |
| 2     | Canadá         | 2               |                  |                   | 2  | 3               |
| 3     | Israel         |                 | 1                |                   | 1  | 4               |
| 3     | Japão          |                 | 1                |                   | 1  | 4               |
| 5     | Rússia         |                 |                  | 3                 | 3  | 2               |
| 6     | Lituânia       |                 |                  | 1                 | 1  | 4               |
| TOTAL | TOTAL          | 4               | 4                | 4                 | 12 | —               |